# حزب العدالة والرفاهية
حزب العدالة والرفاهية حزب إسلامي في إندونيسيا ويمثل تيار الإخوان المسلمين في إندونيسيا
يعتبر أكثر الأحزاب الإسلامية محافظة، والمعروف محليا، وحتى في مقالات ودراسات الباحثين الغربيين بأنه (الحزب النظيف)،[بحاجة لمصدر] فهو الحزب الوحيد الذي لم توجه تهمة فساد إداري ومالي لأي من أعضائه، والذي يضع محاربة الفساد على رأس برنامجه.

## مشاركته السياسية
وفي أول مشاركة سياسية له حصل على 7 مقاعد (مليون ونصف المليون صوت) في انتخابات 1999 م ثم على 47 مقعدا (ثمانية ملايين صوت) في انتخابات عام 2004م معتمداً جماهيرياً على أجنحته المختلفة الطلابية منها والخدمية كالإغاثة الإنسانية في المناطق المنكوبة ومن ذلك أنه كان متصدرا جهود القوى السياسية في كارثة تسونامي في إقليم آتشيه وحصل في الانتخابات البرلمانية في 9 أبريل 2009 على 57 مقعدا من 560 مقعدا بنسبة 11.9% وليصبح ترتيبه رابعا وتحالف مع الحزب الديمقراطي الحاكم في الانتخابات الرئاسية التي فاز بها الحزب الحاكم متمثلا في رئيسه سوسيلو بامبانج يودويونو، وشارك في الحكومة بأربع حقائب وزارية ليكون ثانيا بعد الحزب الحاكم الذي شارك ب 6 حقائب وأتى بعده حزب جولكار الذي شارك ب 3 حقائب.

## أعلام الحزب
- تيفاتول سيمبيرنغ وزير الاتصالات والاعلام الإندونيسي سابقا
- سوس وونو وزير الزراعة سابقا
- سوهرنا سوفرنتا وزير التكنولوجي سابقا
- سالم الجفري وزير الشئون الاجتماعية سابقا
- يسرا عبد الصمد عضو البرلمان الإندونيسي
- المزمل يوسف بلماني وأحد مؤسسي الحزب
- محمد أنيس ماتا

## رؤساء الحزب
- ديدين حافظ الدين 1997 - 1998
- نور محمودي إسماعيل 1998 - 2000
- د. محمد هدايت نور واحد رئيس مجلس الشوري الشعبي الإندونيسي 2000 - 2004
- تيفاتول سيمبيرنغ وزير الاتصالات والاعلام الإندونيسي 2004 - 2009
- لطفي حسن إسحاق عضو البرلمان الإندونيسي 2009 - 2013
- محمد أنيس ماتا 2013 - 2015
- محمد صاحب الإيمان 2015 - 2020
- أحمد شيخ 2020 - حتى الآن